# Aratiba
Aratiba est une ville brésilienne du nord-ouest de l'État du Rio Grande do Sul.

## Géographie
Aratiba Grande se situe à une latitude de 27° 23' 38" sud et à une longitude de 52° 18' 00" ouest, à une altitude de 420 mètres. Elle est séparée de l'État de Santa Catarina par le rio Uruguai.
Sa population était de 6 616 habitants au recensement de 2007. La municipalité s'étend sur 341 km2.
Elle fait partie de la microrégion d'Erechim, dans la mésoregion du Nord-Ouest du Rio Grande do Sul.

## Jumelage
Cesiomaggiore (Italie)